# Сверчок (песня)
«Сверчо́к» (по первой строке — «За печкою поёт сверчок», также «Сверчок за печкой»); в оригинале «Circenīša Ziemassvētki» (с латыш. — «Рождество Сверчка») — латышская колыбельная и рождественская песня. Написана Раймондом Паулсом на слова Аспазии в 1980 году. Одна из наиболее популярных в Латвии рождественских песен. Получила широкую известность в России и странах СНГ благодаря телефильму «Долгая дорога в дюнах».

## История
Стихотворение Аспазии «Circenīša Ziemassvētki» было написано в период с 1900 по 1904 год (точная дата не установлена) и включено в сборник её стихов «Dvēseles krēsla» («Сумерки души»), изданный в 1904 году. Компоновка и проникновенное звучание колыбельной делают его глубоко эмоциональным произведением. Это стихотворение, как и весь сборник, создавалось в тяжёлое для поэтессы время, когда её супруг Райнис находился в ссылке в Вятской губернии.
Спустя почти 80 лет после написания, в 1980 году, вместе с четырьмя другими стихотворениями Аспазии оно было отобрано Раймондом Паулсом при создании цикла песен для детского хора музыкальной школы имени Эмиля Дарзиня. В конце 1980 года, в передаче Латвийского телевидения «Ielūdz Raimonds Pauls» («Приглашает Раймонд Паулс»), песня впервые прозвучала в телеэфире. В 1981 году весь цикл песен на стихи Аспазии в исполнении того же хора был выпущен Всесоюзной фирмой грамзаписи «Мелодия» на диске-миньоне «R. Pauls, Aspazija — Dziesmas Bērniem».
Наибольшую популярность песне «Сверчок» принесло её исполнение в телевизионном фильме «Долгая дорога в дюнах», съёмки которого велись в эти же годы на Рижской киностудии. В оригинальной версии фильма колыбельную на латышском языке поёт исполнительница главной роли Лилита Озолиня, а в русской озвучке — дублировавшая Озолиню Валентина Талызина (русский текст Ольги Петерсон).
В последующем песню включали в свой репертуар детский хор «Кукушечка», латвийская вокальная группа «Cosmos» (альбом «Ticu un viss», 2005), популярная певица Linda Leen (альбом «Ziemasskaņas», 2009), многочисленные самодеятельные исполнители на латышском и русском языке.
В 2018 году песня заняла 33-е место среди лучших латышских песен всех времён согласно опросу, проведённому Radio SWH к 100-летию Латвийской Республики.
Существует и другая, менее известная песня, написанная на тот же текст Аспазии латвийским композитором Янисом Лусенсом и записанная в исполнении его супруги, актрисы и певицы Майи Лусены на компакт-диске «Ziemas Prieki» (2007).

## Текст песни
| Оригинал Dzied circenītis aizkrāsnē, Nāc, puisīt', mātei azotē; Ak, neprasi, nav maizītes, Skat, skat, tur laukā zvaigznītes! Lai citiem riekstiņš, pīrādziņš, Mums, lūk, tur logā mēnestiņš, Tāds mīļš, balts, apaļš mēnestiņš, Tik spoži citiem nespīd viņš. Beidz raudāt, dēliņ, rimsti nu, Es tad ko jauku stāstīšu: Mes runci ratos iejūgsim, Uz mēnestiņu nobrauksim. Tur būs tev spožas spēlītes, Būs runcim zelta pelītes. Tev iedos sidrab' šautnīti, Un vēl ar zelta gailīti. Pie sāniem būs tev zobentiņš, Un rokā sarkans karodziņš. Miedz, puisīt', aizmiedz azotē, Kā circenītis aizkrāsnē. |  | Дословный перевод Поёт сверчок за печкой, Иди, мальчик, к маме на ручки; Ах, не спрашивай, нет хлебушка, Смотри, смотри, в поле звёздочки! Пусть у других орешек, пирожок, А у нас вот там, в окошке, месяц, Такой милый, белый, круглый месяц, Так ярко он другим не светит. Не плачь, сынок, успокойся, А я тебе кое-что хорошее расскажу: Мы котика в телегу запряжём, Поедем на месяц. Для тебя там будут яркие игрушечки, Для котика будут золотые мышки, Тебе дадут серебряное ружьишко, Да ещё и золотого петушка. На боку у тебя будет сабелька И в руке красный флажок. Спи, мальчик, засыпай на ручках, Как сверчок за печкой. |  | Перевод Ольги Петерсон За печкою поёт сверчок. Угомонись, не плачь, сынок, — Вон за окном морозная Светлая ночка звёздная. Что ж, коли нету хлебушка, Глянь-ка на чисто небушко — Видишь, сияют звёздочки, Месяц плывёт на лодочке. Ты спи, а я спою тебе, Как хорошо там, на небе, Как нас с тобою серый кот В санках на месяц увезёт. Будут орехи, сладости, Будут забавы, радости, Будут сапожки новые И пряники медовые. Ну отдохни хоть капельку, Дам золотую сабельку, Только усни скорей, сынок, Неугомонный мой сверчок. |